# Bernard Willem Paul Acket
Bernard Willem Paul Acket (Terschelling, 28 mei 1888 - Den Haag, 14 december 1973) was een Nederlandse burgemeester. Hij was lid van de NSB.

## Carrière

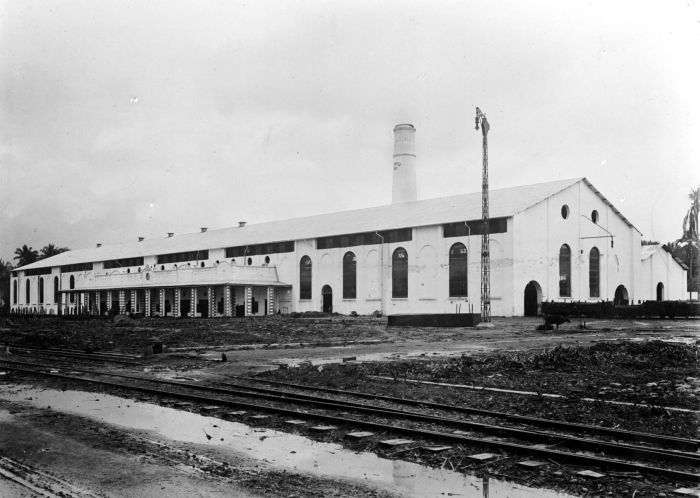
De suikerfabriek in Klampok

Acket was een zoon van Antje Oepkes en George Joseph Acket, de directeur van een telegraafkantoor en wethouder van Terschelling. Acket was minstens tot het einde van de jaren twintig administrateur van een suikerfabriek te Klampok in Banjarnegara, Midden-Java. Gedurende de jaren dertig wordt hij blijkens krantenartikelen uit 1932 en 1935 in Nederlands-Indië gesignaleerd, maar hij wordt dan aangeduid als oud-administrateur van de suikerfabriek. In het begin van de Tweede Wereldoorlog was hij ambtenaar op de secretarie van de gemeente Gouda. Hij was in 1942 in functie als chef van het kabinet van de burgemeester. In 1942 stuurde de toenmalige NSB-burgemeester Liera enkele wethouders de laan uit. Zijn partijgenoot Acket werd per 1 maart 1943 benoemd tot wethouder, onder meer belast met de portefeuille sociale zaken. Na het vertrek van Liera naar Gelderland werd locoburgemeester Acket door Generalkommissar Friedrich Wimmer benoemd tot burgemeester van Gouda. Dat burgemeesterschap duurde slechts van 16 februari 1945 tot 5 mei 1945. Op deze bevrijdingsdag werd hij gearresteerd en afgezet als burgemeester. Zijn plaats werd ingenomen door burgemeester James, die al in 1940 was afgezet als burgemeester, omdat hij niet wilde samenwerken met de Duitse bezetter.

## Persoonlijk leven
Acket trouwde op 29 december 1910 te Amsterdam met Johanna Annetta Schut. Dit huwelijk werd in 1941 ontbonden door echtscheiding. Uit dit huwelijk werden drie kinderen geboren, waaronder Paul Acket, de oprichter van het North Sea Jazz Festival. Acket hertrouwde op 19 december 1941 met Anna Hendrika Kraaijvanger, weduwe van de planter Gerhardus Carolus Ignatius Kloppenburg. Acket overleed in december 1973 op 85-jarige leeftijd in Den Haag.